# Centro musei delle scienze naturali e fisiche
Il Centro Musei delle Scienze Naturali e Fisiche è un centro museale dell'Università degli Studi di Napoli Federico II, istituito nel 1992 e costituito da cinque musei preesistenti già annessi all'ateneo.
Il Centro Museale ha sede nell'edificio della vecchia Università, nell'antico Collegio Massimo dei Gesuiti, a via Mezzocannone 8, dove sono collocati i musei di mineralogia, zoologia, antropologia e fisica; il museo di paleontologia, invece, è collocato presso il complesso di San Marcellino e Festo, in largo San Marcellino 10.
Il Centro Museale conserva più di 150000 reperti, raccolti sin dalla fine del Settecento. Grazie ad opere di adeguamento delle storiche sale che accolgono i musei, ai reperti è stata data un'appropriata sistemazione espositiva. 

## Musei afferenti

### Real Museo Mineralogico
Il Real Museo Mineralogico fu istituito (primo in Italia) nel 1801 da Ferdinando IV di Borbone nella ex Biblioteca del Collegio Massimo dei Gesuiti, dove tuttora è ospitato.
Il Museo ha a disposizione una superficie espositiva di 800 m² e possiede oltre 25000 reperti.

### Museo zoologico
Il Museo di Zoologia fu istituito nel 1813 da Gioacchino Murat in alcune sale del Collegio Massimo dei Gesuiti, allora sede dell'Università di Napoli, dove tuttora è ospitato. La struttura museale fu organizzata dal primo direttore Luigi Petagna, che costituì il primo nucleo attorno a reperti acquistati da alcune collezioni private unitamente con reperti già in possesso dei Borbone. Nel tempo il museo accrebbe la propria collezione e il proprio prestigio, anche grazie all'opera di personaggi illustri quali Giosuè Sangiovanni, Oronzio Gabriele Costa e il figlio Achille Costa, Stefano Delle Chiaje, Salvatore Trinchese.

### Museo di antropologia
Il Museo di Antropologia, con annesso gabinetto, fu istituito nel 1881 grazie all'opera di dell'antropologo Giustiniano Nicolucci, in alcuni ambienti dell'allora sede universitaria.
Nel Museo, inoltre, sono esposti reperti donati da Heinrich Schliemann al Nicolucci e provenienti dagli scavi di Troia II.

### Museo di paleontologia
Il Museo di Paleontologia fu istituito nel 1932 presso l'ala ovest del complesso di San Marcellino e Festo. Anteriormente all'istituzione, già nell'Ottocento, collezioni fossili erano ospitate nel Real Museo di Mineralogia. L'organizzazione museale si deve al suo primo direttore, Geremia D'Erasmo, che curò l'allestimento, incrementando notevolmente il numero dei reperti.
Il Museo ospita attualmente circa 50000 reperti, suddivisi nella Collezione Generale e nelle Collezioni Speciali. La prima, a sua volta suddivisa tra invertebrati, vegetali e vertebrati, racchiude fossili provenienti da varie località del territorio nazionale e del mondo; i fossili ad essa appartenenti vengono utilizzati principalmente a scopo didattico. Le seconde raccolgono fossili che hanno in comune la località di provenienza, l'età geologica o che forniscono chiare indicazioni sulla geologia di una regione.

### Museo di Fisica
Il Museo di Fisica fu istituito nel 1983 a cura di ricercatori dell'Istituto di Fisica dell'Università. Inizialmente fu collocato presso l'aula di Rodi nell'ex sede del Dipartimento di Scienze Fisiche, alla Mostra d'Oltremare; a partire dal 2005 occupa i locali dell'antico refettorio del Collegio Massimo dei Gesuiti.
Le Collezioni sono raggruppate per tre grandi nuclei storici. Il primo è costituito dalla Collezione reale, composta da strumenti portati a Napoli da Carlo di Borbone nel 1734 da Parma e Piacenza quando si insediò al trono di Napoli. Il secondo è costituito dalla Collezione Ferdinandea e dagli strumenti del Gabinetto Fisico creato da Gioacchino Murat. Il terzo nucleo è costituito dalla Collezione Melloni, costituita da preziosi strumenti di proprietà del fisico Macedonio Melloni. Tra i pezzi di pregio del museo vi è una lente obiettiva per cannocchiale realizzata da Evangelista Torricelli nel 1654, una delle poche realizzate da Torricelli che siano ancora conservate, e un banco ottico realizzato da Macedonio Melloni, che rappresenta uno dei primi esempi di questo tipo di apparecchiatura.

## Trasporti
Le due sedi del Centro Museale, essendo vicine, sono raggiungibili entrambe tramite:
- Linea 1, stazione Università, stazione Duomo
- Linee 460, 202, N2, N3, R2, C57, E1, E2, R2
- Linee 001, 002, 010
- Linee 5000, 5370